# Орлина лапа
Орлина лапа — негеральдична фігура в геральдиці. Нога представлена з кігтями та гомілкою орла, переважно із золотою тинктурою. Часто пір'я показано на гомілці. Лапа із крилом орла була особливо популярною. Це слід зазначити в описі та вказати крило праворуч чи ліворуч. Зображення лапи орла на гербі також підходить для утримання предметів, особливо зброї, таких як стріли.
Лапа з крилом напівлету — крилолапа.

Герб Айндлінга
Герб Кюрнбаха
Герб Лаутерштайна
Герб Нусплінгена
Герб Лейнінгена
Герб Зонтгайма
Герб Венторф